# 東海七福神
東海七福神（とうかいしちふくじん）は、1932年（昭和7年）に旧品川町が、荏原郡全域とともに東京市に編入された際、品川の繁栄を図ろうと東海七福神が創設された。これは人形収集・研究家として知られている有坂与太郎の提唱であった。正月1日から15日まで、参拝者に配付される宝船と七福神人形も、有坂の考案によるもの。
参拝時間は、新馬場駅からスタートして約2時間。

## 東海七福神一覧
- 一心寺 (品川区)（寿老人）品川区北品川2丁目4-18
- 養願寺（布袋尊）品川区北品川2丁目3-12
- 品川神社（大黒天）品川区北品川3丁目7-15
- 荏原神社（恵比寿）品川区北品川2丁目30-28
- 品川寺（毘沙門天）品川区南品川3丁目5-17
- 天祖諏訪神社（福禄寿）品川区南大井1丁目4-1
- 磐井神社（弁財天）大田区大森北2丁目20-8

屋外にある大黒天・恵比寿は常時参拝できる。布袋尊は屋内にあるが窓があって参拝できる。他は正月期間でないと参拝できない。

## 隣接七福神
- 荏原七福神